# Enflurane
L'enflurane est un agent anesthésique volatil de la famille des éthers halogénés anciennement utilisé pour l'entretien des anesthésies générales, abandonné dans les années 1980 en raison de sa trop grande toxicité.

## Histoire
L'enflurane a été développé en 1963 et utilisé pour la première fois en 1966.

## Propriétés
Sa CAM est de 1,68 % vol.

## Effets indésirables
Comme tous les gaz halogénés, l'enflurane favorise une hypotension artérielle préopératoire et augmente le risque de nausées et de vomissements postopératoires. Sa toxicité hépatique est certaine. Il est susceptible, chez les sujets prédisposés, de déclencher une crise d'hyperthermie maligne.